# Mihkel Veske

Mihkel Veske

Mihkel Veske (* 16. Januarjul. / 28. Januar 1843greg. in Holstre, damals Kirchspiel Vilimeeste, heute Landgemeinde Paistu, Kreis Viljandi, Estland; † 4. Maijul. / 16. Mai 1890greg. in Kasan) war ein estnischer Lyriker und Sprachwissenschaftler.

## Leben
Mihkel Veske wurde auf dem Bauernhof Veske im Dorf Holstre (deutsch Holstferhof) in Mittelestland geboren. Er besuchte die Dorfschule in Pullerits, die Kirchspielschule in Paistu und das Gymnasium in Tartu. Anschließend ging er 1866/67 auf die Missionsschule in Leipzig. 1872 schloss er sein Studium an der Universität Leipzig mit dem Doktorgrad ab. Seine Promotion veröffentlichte er 1873 unter dem Titel Untersuchungen zur vergleichenden Grammatik des finnischen Sprachstamms. Anschließend ging er nach Estland zurück und war als Journalist bei den Zeitungen Neue Dörptsche Zeitung und Eesti Põllumees tätig.
Von 1874 bis 1887 war Mihkel Veske Lektor für Estnische Sprache an der Universität Tartu und unterrichtete von 1878 bis 1881 Estnisch am russischsprachigen Tartuer Lehrerseminar. Von 1886 bis zu seinem frühen Tod 1890 war Veske Lektor für finno-ugrische Sprachen an der Universität Kasan.
Während der 1880er Jahre war Mihkel Veske einer der führenden Vertreter des Nationalen Erwachens der Esten. Er gehörte zur stark nationalgesinnten Gruppen um den estnischen Intellektuellen und Publizisten Carl Robert Jakobson. Von 1882 bis 1886 war Veske Präsident des Estnischen Literatenvereins (Eesti Kirjameeste Selts). 1884 gründete Veske die Zeitschrift Oma Maa (Das eigene Land).
Mihkel Veske war einer der ersten estnischen Linguisten, die sich der vergleichend-historischen Methode der Sprachwissenschaft bedienten. Zwischen 1875 und 1884 ging er im Sommer auf Reisen, um die Mundarten zu vergleichen. 1880 hielt er sich in Finnland auf, 1885/86 in Ungarn. Er propagierte eine estnische Standardsprache auf der Grundlage des nordestnischen Dialekts und phonetischer Schreibweise. Während seiner Zeit in Kasan erforschte er die Sprachen der Mari und der Mordwinen und beschäftigte sich mit den Kulturbeziehungen zwischen den finno-ugrischen und den slawischen Völkern. 1881–83 schuf er ein Lehrbuch der finnischen Sprache in zwei Bänden.
Mihkel Veske wurde nach seinem Tod in die Heimat überführt. Er liegt auf dem Uus-Jaani Friedhof von Tartu begraben. Die Bronzebüste auf seinem Grabstein stammte von dem estnischen Bildhauer August Weizenberg (heute verschollen).

## Lyriker
Mihkel Veske ist auch als Dichter in Erscheinung getreten. Seine Lyrik orientiert sich an der Einfachheit des volkstümlichen estnischen Regilaul. Daneben sammelte er Volksdichtung und Volkslieder. Er übertrug zahlreiche deutsche, russische, finnische und ungarische Volkslieder ins Estnische.

## Gedichtsammlungen
- Laulud Viisidega (1874)
- Dr. Veske Laulud (1899)
- Mihkel Veske laulud (1931)

## Deutsche Übersetzungen
- Estnische Klänge. Auswahl estnischer Dichtungen von Axel Kallas. Dorpat: Kommissions Verlag Carl Glück 1911, S. 52–54.
- Estnische Gedichte. Übersetzt von Wilhelm Nerling. Dorpat: Laakmann 1925, S. 31–35.